# Temu lawak
Curcuma zanthorrhiza
Espèce
Classification phylogénétique
Le Temu lawak (Curcuma zanthorrhiza) est une espèce de plantes herbacées rhizomateuses vivace du genre Curcuma de la famille des Zingibéracées.
Il est mentionné officiellement par William Roxburgh en 1820 dans son ouvrage en anglais Flora Indica, Tome 1 page 25 .
Cette plante est originaire de l'Indonésie, particulièrement de l'île de Java, puis s'est répandue dans différentes zones de la région biogéographique Malesia.
Aujourd'hui la culture de Temu lawak se fait principalement en Indonésie, Malaisie, Thaïlande, et aux Philippines.
Outre l'Asie-du Sud-Est, on trouve également du Temu lawak en Chine, Indochine, 'a la Barbade, en Inde, Japon, Corée, aux États-Unis et dans quelques pays d'Europe.
Cette plante s'appelle temulawak en javanais, koneng gede en sundanais et temu labak en madurais.

## Description
Le Temu lawak pousse du niveau de la mer jusqu'à 1500m d'altitude et dans un climat tropical. Le rhizome se développe bien en sol meuble.

## Utilisation
Curcuma zanthorrhiza est utilisé comme plante médicinale. Son rhizome contient une huile essentielle (5ml /kg) qui consiste principalement en sesquiterpènes. Il contient également de la Curcumine (au moins 1 %) et de l'amidon. Curcuma zanthorrhiza est utilisé pour le traitement de la dyspepsie.

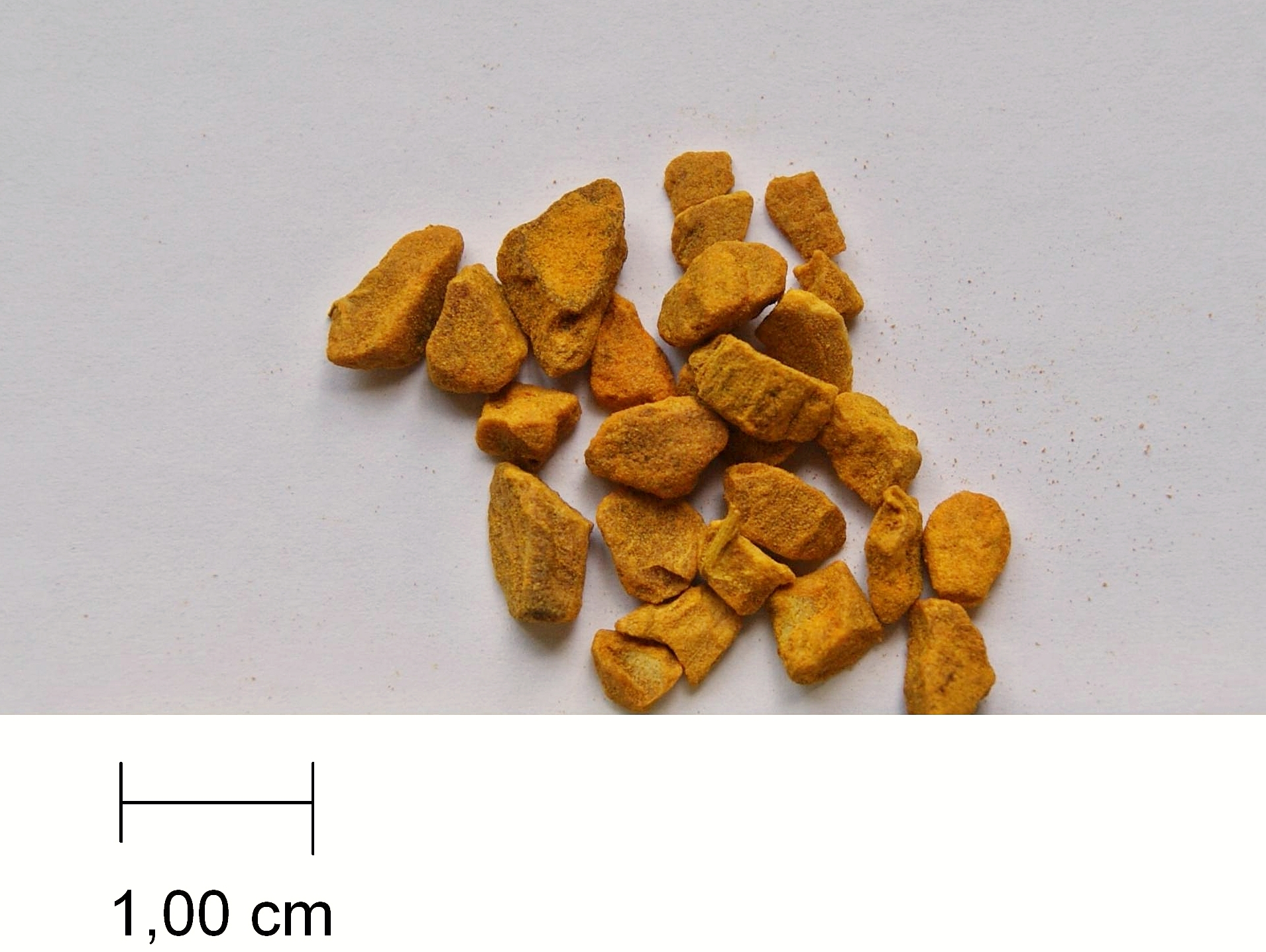

Le Temu lawak est également une épice entrant dans la composition de plats et sauces en Indonésie.